# Francis Longworth Haszard
Francis Longworth Haszard (né le 20 novembre 1849, décédé le 25 juillet 1938) était un homme politique canadien qui fut premier ministre de la province de l'Île-du-Prince-Édouard de 1908 à 1911.